# Chrám svatého Eliáše (Podujevo)
Chrám sv. Eliáše v Podujevu (srbsky Црква светог Илије/Crkva svetog Ilije, albánsky Tempulli i Shën Elijah në Podujevë) je chrám srbské pravoslavné církve na území Kosova. Jde o malý pravoslavný chrám postavený na malém vršku nedaleko městečka Podujevo. Spolu s místním pravoslavným hřbitovem tvoří kostel jeden komplex. Kostel se stal jedním ze symbolů konfliktu v Kosovu v druhé polovině 20. století.

## Historie
Chrám byl postaven v roce 1929 pro potřeby tehdejší pravoslavné komunity v tradičním byzantsko-srbském architektonického stylu.
Poprvé byl zničen v roce 1941, podruhé roku 1999 během nepokojů na území tehdejší jižní srbské autonomní oblasti. Poničen byl během nepokojů v roce 2004 albánskými výtržníky. Jednotky KFOR tehdy uchránily kostelní zvon před ukradením; zvon byl následně darován klášteru Gračanica.
O několik let později byl za pomoci Evropské unie a Rady Evropy částečně obnoven, byť se sporadicky odehrávaly útoky aktivistů na budovu chrámu.